# Gəlmə
Gəlmə är en ort i Azerbajdzjan.   Den ligger i distriktet Zərdab Rayonu, i den centrala delen av landet, 190 km väster om huvudstaden Baku. Antalet invånare är 2 142.
Terrängen runt Gəlmə är mycket platt. Närmaste större samhälle är Zardob, 1,8 km öster om Gəlmə.
Trakten runt Gəlmə består till största delen av jordbruksmark. Runt Gəlmə är det ganska tätbefolkat, med 60 invånare per kvadratkilometer.